# Vitória FC
Vitória Futebol Clube je portugalski nogometni klub, ki je bil ustanovljen leta 1910 v Setubalu. Njihov domač stadion je Estádio do Bonfim v Setúbal. Sprejme kar 21.530 gledalcev.
- Pokalni zmagovalec: 3

1964/65, 1966/67, 2004/05.